# 迪布里夫基
49°46′38″N 23°49′30″E / 49.77722°N 23.82500°E
迪布里夫基（烏克蘭語：Дібрівки）是烏克蘭西部的村莊，隸屬利維夫州的利維夫區。該村面積0.69平方公里，海拔高度282米，2001年人口233，人口密度每平方公里337.68人。